# Sibolgia jacobsoni
Genre
Espèce
Sibolgia jacobsoni, unique représentant du genre Sibolgia, est une espèce d'opilions laniatores de la famille des Podoctidae.

## Distribution
Cette espèce est endémique de Sumatra en Indonésie. Elle se rencontre vers Sibolga.

## Description
Le mâle holotype mesure 3 mm.

## Étymologie
Cette espèce est nommée en l'honneur d'Edward Jacobson.

## Publication originale
- Roewer, 1923 : Die Weberknechte der Erde. Systematische Bearbeitung der bisher bekannten Opiliones. Gustav Fischer, Jena, p. 1-1116 (texte intégral).